# دیوید بنوا (بازیکن بسکتبال)
دیوید بنوا (انگلیسی: David Benoit؛ زادهٔ ۹ مهٔ ۱۹۶۸) بازیکن بسکتبال اهل ایالات متحده آمریکا است.
از باشگاه‌هایی که در آن بازی کرده‌است می‌توان به اورلندو مجیک اشاره کرد.